# Zach Collins
Pour les articles homonymes, voir Collins.
Zach Collins, né le 19 novembre 1997 à North Las Vegas dans le Nevada, est un joueur américain de basket-ball évoluant au poste de pivot voire d'ailier fort.

## Carrière junior

### Au lycée
Zach Collins au lycée Bishop Gorman à Las Vegas où il a aidé à mener son école à quatre championnats d’État consécutifs.
Il a connu une année senior productive, avec une moyenne de 17,3 points, 14 rebonds, 3,1 passes et 6,4 tirs bloqués pour être élu MVP de la Ligue du Sud-Ouest du Nevada et le joueur de l’année du Nevada.
En juin 2015, aux côtés de Jalek Felton, Payton Pritchard et P.J. Washington, il est sélectionné pour représenter les États-Unis au FIBA 3x3 U18 World Championships à Debrecen en Hongrie.
Il participe au McDonald's All-American Team en 2016 avec l'équipe de l'Ouest aux côtés de Malik Monk, Jarrett Allen, Lonzo Ball et Frank Jackson face à l'équipe de l'Est mené par Jayson Tatum, Markelle Fultz, Bam Adebayo et De'Aaron Fox.

### À l'université
En 2016, Zach Collins rejoint l'université de Gonzaga où il joue pour l'équipe des Bulldogs de Gonzaga.
Lors de la saison 2016-2017, il réalise un grand match face au Gamecocks de la Caroline du Sud en demi-finale du Final Four de la NCAA 2017. Néanmoins, Gonzaga perdra en finale face aux Tar Heels de la Caroline du Nord sur le score de 71 à 65.
En avril 2017, il se déclare candidat à la draft 2017 de la NBA.

## Carrière professionnelle
Zach Collins est drafté en 2017 en 10e position par les Kings de Sacramento. Il est immédiatement envoyé aux Trail Blazers de Portland contre leurs 15e et 20e choix.

### Trail Blazers de Portland (2017-2021)
Collins signe donc son contrat rookie avec les Blazers le 3 juillet 2017.
Il est retenu dans le roster des Blazers pour la NBA Summer League 2017. Lors de la saison 2017-2018, il tourne à une moyenne de 4,4 points et 3,8 rebonds en 15 minutes de temps de jeu. À l'issue de la saison, il prolonge jusqu'en 2020 avec les Blazers.
Il réalise une très bonne saison 2018-2019 avec 77 matches pour des moyennes de 17 minutes, 6,6 points et 4,2 rebonds par match. Il se blesse à la cheville durant l'intersaison qui va l'éloigner des terrains jusqu'en octobre. Le 27 octobre 2019, lors du match face au Mavericks de Dallas, il se déboîte l'épaule et doit se faire opérer. Il sera absent durant quatre mois. Il a le feu vert des médecins pour participer, à Orlando, à la fin de la saison 2019-2020 à la suite de son opération mais il doit finalement renoncer aux playoffs en raison d'une nouvelle opération à la cheville. Après avoir manqué toute la saison 2020-2021, Zach Collins se fracture à nouveau la cheville le 29 juin 2021.

### Spurs de San Antonio (2021-février 2025)
Agent libre à l'été 2021, il signe un contrat de 22 millions de dollars sur trois ans avec les Spurs de San Antonio. Il s'agit d'un contrat non garanti. Seule la première saison est garantie, les deux autres sont en option. Il porte le numéro 23 avec la franchise texane.
Zach Collins retrouve les parquets en janvier 2022 mais il est assigné en G League avec les Spurs d'Austin afin de retrouver du rythme. Il fait son retour en NBA en février 2022 après presque un an et demi sans jouer (depuis août 2020) lors d'un match face aux Rockets de Houston où il dispute 13 minutes en compilant 10 points, 7 rebonds, 3 passes et 2 interceptions.
Le 10 février 2023, il réalise un double-double avec 29 points et 11 rebonds lors de la défaite des Spurs face aux Pistons de Détroit (131 à 138). Le 10 avril 2023, il se blesse au doigt face aux Trail Blazers de Portland et il manque les deux derniers matches de la saison régulière.

### Bulls de Chicago (depuis février 2025)
Début février 2025, Collins part en direction des Bulls de Chicago dans un échange en triangle impliquant les Bulls, les Spurs de San Antonio et les Kings de Sacramento.

## Statistiques

### Universitaires
Les statistiques en matchs universitaires de Zach Collins sont les suivantes :
| Saison    | Équipe  | Matchs | Titul. | Min./m | % Tir | % 3pts | % LF | Rbds/m. | Pass/m. | Int/m. | Ctr/m. | Pts/m. |
| --------- | ------- | ------ | ------ | ------ | ----- | ------ | ---- | ------- | ------- | ------ | ------ | ------ |
| 2016-2017 | Gonzaga | 39     | 0      | 17,3   | 65,2  | 47,6   | 74,3 | 5,90    | 0,40    | 0,50   | 1,80   | 10,00  |
| Total     | Total   | 39     | 0      | 17,3   | 65,2  | 47,6   | 74,3 | 5,90    | 0,40    | 0,50   | 1,80   | 10,00  |

### Professionnelles

#### En NBA

##### Saison régulière
Les statistiques en saison régulière de la NBA de Zach Collins sont les suivantes :
| Saison    | Équipe      | Matchs | Titul. | Min./m | % Tir | % 3pts | % LF | Rbds/m. | Pass/m. | Int/m. | Ctr/m. | Pts/m. |
| --------- | ----------- | ------ | ------ | ------ | ----- | ------ | ---- | ------- | ------- | ------ | ------ | ------ |
| 2017-2018 | Portland    | 66     | 1      | 15,8   | 39,8  | 31,0   | 64,3 | 3,35    | 0,79    | 0,26   | 0,47   | 4,42   |
| 2018-2019 | Portland    | 77     | 0      | 17,6   | 47,3  | 33,1   | 74,6 | 4,21    | 0,92    | 0,32   | 0,86   | 6,65   |
| 2019-2020 | Portland    | 11     | 11     | 26,4   | 47,1  | 36,8   | 75,0 | 6,27    | 1,45    | 0,45   | 0,45   | 7,00   |
| 2021-2022 | San Antonio | 28     | 4      | 17,9   | 49,0  | 34,1   | 80,0 | 5,46    | 2,17    | 0,46   | 0,82   | 7,79   |
| 2022-2023 | San Antonio | 63     | 26     | 22,9   | 51,8  | 37,4   | 76,1 | 6,38    | 2,86    | 0,59   | 0,78   | 11,60  |
| 2023-2024 | San Antonio | 69     | 29     | 22,1   | 48,4  | 32,0   | 75,3 | 5,36    | 2,81    | 0,49   | 0,75   | 11,24  |
| 2024-2025 | San Antonio | 36     | 4      | 11,8   | 46,2  | 30,4   | 88,6 | 2,81    | 1,44    | 0,39   | 0,42   | 4,64   |
| 2024-2025 | Chicago     | 28     | 8      | 19,7   | 54,1  | 30,0   | 88,4 | 6,68    | 2,11    | 0,54   | 0,50   | 8,57   |
| Total     | Total       | 378    | 83     | 18,9   | 48,2  | 33,1   | 76,7 | 4,83    | 1,81    | 0,42   | 0,67   | 7,97   |

Dernière mise à jour le 11 juillet 2025

#### Play-In
| Saison | Équipe      | Matchs | Titul. | Min./m | % Tir | % 3pts | % LF | Rbds/m. | Pass/m. | Int/m. | Ctr/m. | Pts/m. |
| ------ | ----------- | ------ | ------ | ------ | ----- | ------ | ---- | ------- | ------- | ------ | ------ | ------ |
| 2020   | Portland    | 1      | 1      | 7,5    | 50,0  | 50,0   | 0,00 | 1,00    | 0,00    | 0,00   | 0,00   | 3,00   |
| 2022   | San Antonio | 1      | 0      | 16,8   | 50,0  | 0,0    | 50,0 | 2,00    | 0,00    | 0,00   | 1,00   | 5,00   |
| Total  | Total       | 2      | 1      | 12,1   | 50,0  | 33,3   | 50,0 | 1,50    | 0,00    | 0,00   | 0,50   | 4,00   |

##### Playoffs
Les statistiques en playoffs de la NBA de Zach Collins sont les suivantes :
| Saison | Équipe   | Matchs | Titul. | Min./m | % Tir | % 3pts | % LF | Rbds/m. | Pass/m. | Int/m. | Ctr/m. | Pts/m. |
| ------ | -------- | ------ | ------ | ------ | ----- | ------ | ---- | ------- | ------- | ------ | ------ | ------ |
| 2018   | Portland | 4      | 0      | 17,5   | 36,7  | 21,4   | 75,0 | 3,00    | 1,50    | 0,80   | 0,50   | 7,00   |
| 2019   | Portland | 16     | 0      | 17,2   | 50,6  | 33,3   | 80,0 | 3,60    | 0,90    | 0,40   | 1,40   | 6,80   |
| Total  | Total    | 20     | 0      | 17,3   | 46,8  | 28,6   | 79,3 | 3,50    | 1,00    | 0,50   | 1,20   | 6,90   |

Dernière mise à jour le 7 juillet 2019

#### En NBA Gatorade League
Les statistiques en playoffs de la NBA Gatorade League de Zach Collins sont les suivantes :
| Saison | Équipe | Matchs | Titul. | Min./m | % Tir | % 3pts | % LF | Rbds/m. | Pass/m. | Int/m. | Ctr/m. | Pts/m. |
| ------ | ------ | ------ | ------ | ------ | ----- | ------ | ---- | ------- | ------- | ------ | ------ | ------ |
| 2022   | Austin | 8      | 8      | 25,8   | 54,0  | 30,8   | 40,0 | 8,50    | 1,80    | 0,30   | 1,80   | 15,30  |
| Total  | Total  | 8      | 8      | 25,8   | 54,0  | 30,8   | 40,0 | 8,50    | 1,80    | 0,30   | 1,80   | 15,30  |

Dernière mise à jour le 4 mai 2022

## Records sur une rencontre en NBA
Les records personnels de Zach Collins en NBA sont les suivants, :
| Type de statistique        | Saison régulière | Saison régulière          | Saison régulière | Playoffs | Playoffs                        | Playoffs      |
| Type de statistique        | Record           | Adversaire                | Date             | Record   | Adversaire                      | Date          |
| -------------------------- | ---------------- | ------------------------- | ---------------- | -------- | ------------------------------- | ------------- |
| Points                     | 29               | @ Pistons de Détroit      | 10 février 2023  | 14       | 3 fois                          | 3 fois        |
| Paniers marqués            | 11               | @ Pistons de Détroit      | 10 février 2023  | 5        | 3 fois                          | 3 fois        |
| Paniers tentés             | 18               | @ Celtics de Boston       | 26 mars 2023     | 11       | Pelicans de La Nouvelle-Orléans | 17 avril 2018 |
| Paniers à 3 points réussis | 4                | 3 fois                    | 3 fois           | 2        | Pelicans de La Nouvelle-Orléans | 17 avril 2018 |
| Paniers à 3 points tentés  | 10               | Grizzlies de Memphis      | 17 mars 2023     | 7        | Pelicans de La Nouvelle-Orléans | 17 avril 2018 |
| Lancers francs réussis     | 9                | Trail Blazers de Portland | 1er avril 2022   | 5        | Nuggets de Denver               | 9 mai 2019    |
| Lancers francs tentés      | 12               | Trail Blazers de Portland | 1er avril 2022   | 6        | @ Warriors de Golden State      | 14 mai 2019   |
| Rebonds offensifs          | 7                | Clippers de Los Angeles   | 26 février 2025  | 4        | Warriors de Golden State        | 18 mai 2019   |
| Rebonds défensifs          | 11               | 2 fois                    | 2 fois           | 6        | Nuggets de Denver               | 3 mai 2019    |
| Rebonds totaux             | 17               | Clippers de Los Angeles   | 26 février 2025  | 8        | 2 fois                          | 2 fois        |
| Passes décisives           | 8                | Rockets de Houston        | 27 octobre 2023  | 3        | 2 fois                          | 2 fois        |
| Interceptions              | 4                | Rockets de Houston        | 27 octobre 2023  | 2        | 2 fois                          | 2 fois        |
| Contres                    | 6                | Lakers de Los Angeles     | 18 octobre 2018  | 5        | Nuggets de Denver               | 9 mai 2019    |
| Balles perdues             | 6                | Grizzlies de Memphis      | 17 mars 2023     | 3        | 2 fois                          | 2 fois        |
| Minutes jouées             | 39               | Rockets de Houston        | 27 octobre 2023  | 29       | Nuggets de Denver               | 9 mai 2019    |

- Double-double : 17
- Triple-double : 0

Dernière mise à jour : 8 mars 2025

## Salaires
Les gains de Zach Collins en NBA sont les suivants :
| Saison      | Équipe                    | Salaire      |
| ----------- | ------------------------- | ------------ |
| 2017-2018   | Trail Blazers de Portland | 3 057 240 $  |
| 2018-2019   | Trail Blazers de Portland | 3 628 920 $  |
| 2019-2020   | Trail Blazers de Portland | 4 240 200 $  |
| 2020-2021   | Trail Blazers de Portland | 5 406 255 $  |
| 2021-2022   | Spurs de San Antonio      | 7 000 000 $  |
| Total Gains | Total Gains               | 23 332 615 $ |
| 2022-2023   | Spurs de San Antonio      | 7 350 000 $  |
| 2023-2024   | Spurs de San Antonio      | 7 700 000 $  |

- italique : option joueur